# Kalamari

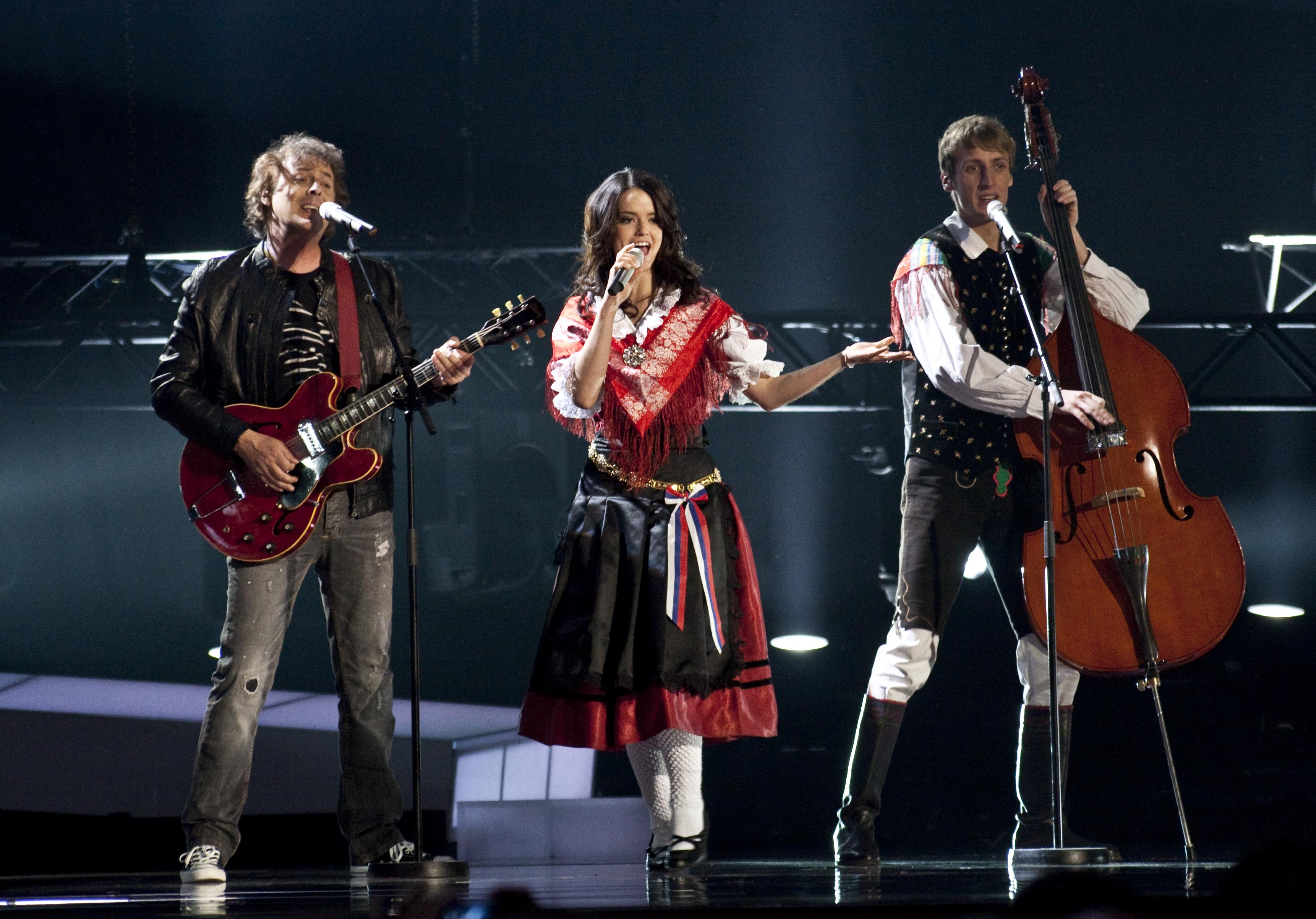
Kalamari tijdens het Eurovisiesongfestival 2010

Kalamari is een Sloveense band die samen met Ansambel Roka Žlindre Slovenië vertegenwoordigde op het Eurovisiesongfestival 2010 met het nummer Narodno zabavni rock. Slovenië werd zestiende op zeventien deelnemers in de tweede halve finale, met slechts zes punten, en slaagde er zo niet in zich te plaatsen voor de finale.
1993: 1X Band · 
1995: Darja Švajger · 
1996: Regina · 
1997: Tanja Ribič · 
1998: Vili Resnik · 
1999: Darja Švajger · 
2001: Nuša Derenda · 
2002: Sestre · 
2003: Karmen Stavec · 
2004: Platin · 
2005: Omar Naber · 
2006: Anžej Dežan · 
2007: Alenka Gotar · 
2008: Rebeka Dremelj · 
2009: Quartissimo feat. Martina · 
2010: Ansambel Žlindre & Kalamari · 
2011: Maja Keuc · 
2012: Eva Boto · 
2013: Hannah Mancini · 
2014: Tinkara Kovač · 
2015: Maraaya · 
2016: ManuElla · 
2017: Omar Naber · 
2018: Lea Sirk · 
2019: Zala Kralj & Gašper Šantl · 
2021: Ana Soklič · 
2022: LPS · 
2023: Joker Out · 
2024: Raiven · 
2025: Klemen